# Ordynariat Polowy Hiszpanii
Ordynariat Polowy Hiszpanii Archidiecezja Castrense de España (hiszp.: Arzobispado Castrense de España) – rzymskokatolicka archidiecezja wojskowa ze stolicą w Madrycie, w Hiszpanii. Należą do niej członkowie hiszpańskiego wojska i policji oraz ich rodziny wyznania rzymskokatolickiego. Głównym kościołem biskupstwa jest Katedra Sił Zbrojnych w Madrycie (Catedral de las Fuerzas Armadas). Patronką ordynariatu polowego jest Matka Boża Różańcowa.

## Historia
Hiszpański ordynariat polowy został powołany do życia przez papieża Piusa XII 5 sierpnia 1950 roku jako wojskowy wikariat apostolski. Na mocy umowy zawartej między Stolicą Apostolską a władzami Państwa Hiszpańskiego na siedzibę wikariusza wybrano stolicę tego państwa, czyli Madryt. 21 czerwca 1986 roku wikariat ten został podniesiony przez papieża Jana Pawła II do rangi ordynariatu polowego i archidiecezji na mocy konstytucji apostolskiej Spirituali militum curae.

## Zwierzchnicy ordynariatu

### Wikariusz apostolscy
- 1950-1968: abp Luis Alonso Muñoyerro[3]
- 1969-1977: abp José López Ortiz, O.S.A.
- 1977-1982: abp Emilio Benavent Escuín
- 1983-1986: abp José Manuel Estepa Llaurens

### Ordynariusze
- 1986-2003: abp José Manuel Estepa Llaurens
- 2003-2007: abp Francisco Pérez González
- 2008-2021: abp Juan del Río Martín
- od 2021: abp Juan Antonio Aznárez

## Adres
Arzobispado Castrense de España
Calle Nuncio 13
28005 Madrid